# 奈良県立大和広陵高等学校
奈良県立大和広陵高等学校（ならけんりつ やまとこうりょう こうとうがっこう、英: Nara Prefectural Yamato-Koryo Senior High School）は、奈良県北葛城郡広陵町的場に所在する県立高等学校。

## 概要
奈良県立広陵高等学校と奈良県立高田東高等学校を統合する際、新設合併により、2005年（平成17年）4月に開設された全日制普通科高校である。
2024年（令和6年）度より、レスリング部、硬式野球部およびサッカー部が、奈良県教育委員会より、部活動等に力を入れている学校を重点的に支援する「スポーツ・文化活動推進校」の指定を受け、それぞれの部活動に詳しい専門性の高い教員が顧問等として継続的に配置されている。

### スクール・ミッション
スローガン ＜スポーツ（部活動）をとおしての人づくり＞
- 教育活動を通して、一人一人の進路実現、自己実現を目指す
- 体育活動、スポーツ活動を通して、健やかな身体、健全な精神を育てる
- 地域での活動や社会参加活動を通して、地域と融合し地域の活性化に寄与する人材を育てる[1]

### 教育目標
確実な学力を身につけさせ、自己の進路を確保させる。
1. 真面目に学習に取り組ませる。
2. 基本的な生活習慣を身につけさせる。
3. 命を大切にするとともに、自他の敬愛を深めさせる。
4. キャリア教育の推進を図る。
5. 部活動等に積極的に参加させる。
6. 環境の整備に努めさせる[3]。

### 教育方針
日本国憲法、教育基本法、学校教育法の精神、及び県教育委員会の「学校教育の指導方針」に基づき、人間尊重の精神に徹し、たくましい体力と豊かな情操を持ち、自主性・創造性に富む人間の育成を期して推進する。

#### アドミッション・ポリシー
以下のような生徒を積極的に受け入れる。
- 学業をはじめ、学校生活に前向きに努力できる生徒
- 何事においても、仲間と協調して取り組める生徒
- 中学校において、学級活動、生徒会活動、部活動等に積極的に参加し、高校入学後も継続して活動する意思をもっている生徒
- 体育活動、スポーツ活動に興味、関心のある生徒[1]

#### カリキュラム・ポリシー
確かな学力・豊かな人間性・健やかな心身の育成と、変化する社会に積極的に対応し得る能力・意欲・創造性を養うことを教育方針とし、その実現のために以下の教育を行う。
- 生徒が主体的に学び、確かな基礎学力を培う授業の実践
- キャリア形成において、生涯を見通したコミュニケーション力、表現力、問題解決力の育成を目指した教育活動の実践
- 地域での活動や社会参加活動を通して、他者尊重の姿勢を育み、自己肯定感・有用感の醸成を図る教育活動の実践
- 将来、地域や社会に貢献できる人物の育成を目指し、スポーツ・文化的活動を通して探求的な活動や地域への支援・交流活動を行う[1]

#### グラデュエーション・ポリシー
卒業までに、以下の資質・能力の育成を目指します。
- キャリア形成を目指した学習を通して、自ら考え、学ぶ力と探究する心
- 心身を鍛え、進路を拓く確かな学力を身に付け、将来地域に貢献していく志
- スポーツ、文化的活動を通して培う高い人間力[1]

#### 校訓
校訓は、「自他敬愛」、「誠意努力」、「自主創造」である。

## 沿革

### 年表
- 2004年
  - 6月25日 - 「奈良県立高等学校設置条例の一部を改正する条例」の議決により、校名を「奈良県立大和広陵高等学校」とする奈良県立広陵高等学校と奈良県立高田東高等学校との統合校の設置を決定。
  - 9月17日 - 生徒募集開始。
- 2005年4月1日 - 奈良県立大和広陵高等学校が開設され、奈良県立広陵高等学校と校舎を含む校地の共用を開始。
- 2007年3月31日 - 統合元の両校を閉校、廃止。

## 基礎データ

### 所在地
- 奈良県北葛城郡広陵町的場401

### アクセス
- 近鉄田原本線
  - 「箸尾駅」から東南東へ約1.0km（徒歩約13分）
  - 「但馬駅」から西南西へ約1.0km（徒歩約13分）

### 象徴

#### 校章
広陵町の古墳からは多くの鏡が出土しており、これらの鏡には世界的な文化の交流によってもたらされた精巧な紋様が刻まれており、我が国の文化史上で重要な位置付けがなされている。校章は、その一つである鏡の紐座を図案化し、その中央に高の字を配したものである。
この校章を心の鏡として、学校に集う幾多の若人たちが、清く、正しく、明るく、誠実にして堅固な心を養い、心身共に健全で、情緒豊かな人間性を培うことを願って定められた。

#### 校歌
作詞は松川秀之、作曲は村田幸枝による。歌詞は2番まであり、各番とも校名の「大和広陵」が登場する。

## 設置する課程、学科、コース及び定員
- 全日制課程
  - 普通科 - 480名（募集人員160名：一般選抜）

体育に関する学科
- - 生涯スポーツ科 - 120名（募集人員40名：特色選抜）

## 教育課程

### 普通科
1年次は全員共通科目を履修し、2年次より、進路にあわせた特色ある3コースから選択出来る。
表現力・問題解決能力等の実践的・専門的な力を養う体系的なカリキュラムを設置している。 
- 文Iコース：国語・英語を中心に各教科をバランスよく学習し、豊富な選択科目も備えて進学・就職いずれにも対応するコース
- 文IIコース：国語・英語・地歴公民を中心に学習して文系大学への進学を目指すコース
- 理数コース：理数科目に重点を置き、理系大学への進学や、看護・医療系専門学校への進学を目指すコース

### 生涯スポーツ科
在学中の3年間に渡り、座学だけでなく、陸上競技・球技・武道・ダンス・野外活動・体つくり運動・スポーツ総合演習など多様なスポーツの経験を通じて、アスリートやスポーツ指導者としての資質を育み、スポーツを通しての体づくりを目指す。
そのためスポーツに関する授業時間数が十分に確保されており、県内の他校にはない本校特有の実習を実施する。

## 高校関係者と組織

### 高校関係者組織
- 奈良県立大和広陵高等学校学校運営協議会 - 保護者、地域住民、校長、関係行政機関の職員の中から委嘱された委員による機関。学校運営及び当該運営への必要な支援に関して協議する。
- 奈良県立大和広陵高等学校同窓会 - 卒業生による同窓会組織
- 奈良県立大和広陵高等学校育友会 - 生徒保護者による保護者会組織で、会員は入会金及び年会費を納入する。
- 奈良県高等学校PTA協議会 - 奈良県立教育研究所内に事務局を置くPTA協議会。奈良県立大和広陵高等学校育友会の会員をもって会員とし、会員は単位PTA分担金として会費を納入する。

### 高校関係者一覧

#### 著名な出身者
- 松谷賢示 - お笑い芸人。水玉れっぷう隊。広陵高OB
- 三好毅典 - 元サッカー選手（ガイナーレ鳥取）、サッカー指導者。広陵高OB
- 橋垣戸光一 - サッカー選手（ガンバ大阪、愛媛FC、奈良クラブ）。広陵高OB
- 吉田利一 - 元プロ野球選手
- 立田将太 - プロ野球選手
- 向谷拓巳 - プロ野球選手
- 琴裕将由拡 - 元大相撲力士、若者頭。